# 81 Терпсіхора
81 Терпсіхо́ра (81 Terpsichore) — астероїд головного поясу, відкритий 30 вересня 1864 року німецьким астрономом Ернстом Темпелем в Марсельської обсерваторії, Франція. Астероїд названий на честь Терпсіхори, музи танцю в давньогрецькій міфології.
Діаметр астероїда був визначений після аналізу результатів, отриманих за допомогою інфрачервоної космічної лабораторії IRAS. Результати аналізу зміни кривої блиску, проведені в 2007 році, показали, що період обертання, рівний 11,027 ± 0,010 год.
Терпсіхора належить до спектрального типу C, не перетинає орбіту Землі й обертається навколо Сонця за 4,82 юліанського року.
Тіссеранів параметр щодо Юпітера — 3,258.